# الغبيبة (المحابشة)

تعديل مصدري - تعديل

الغبيبة هي إحدى قرى عزلة حجر بمديرية المحابشة التابعة لمحافظة حجة، بلغ تعداد سكانها 563 نسمة حسب تعداد اليمن لعام 2004.